# Primal Fear
Primal Fear é uma banda alemã de power/speed metal formada em 1997 por Ralf Scheepers e Mat Sinner. Sinner e Scheepers formaram a banda depois que Scheepers não foi escolhido como o substituto de Rob Halford no Judas Priest em 1996.

## História
Primal Fear foi fundada em outubro de 1997 pelo vocalista Ralf Scheepers e o baixista Mat Sinner. Scheepers e Sinner foram constantes na cena heavy metal antes da banda ser fundada. Ralf Scheepers cantou nas bandas Tyran Pace, F.B.I. e a banda de sucesso internacional Gamma Ray. Depois de um show com sua banda cover do Judas Priest, Just Priest, Mat Sinner e Tom Naumann surgiram e ajudaram com a ideia de fundar o Primal Fear. Eles assinaram um contrato com a gravadora Nuclear Blast Records no final de 1997. Seu álbum de estreia, Primal Fear, foi lançado em Fevereiro de 1998 e figurou nas paradas alemãs de LP no 44º lugar, tornando-se assim uma das entradas de tabela mais altas de um álbum de estreia no metal alemão. No mesmo ano eles excursionaram com os veteranos do metal Running Wild e HammerFall.
Em julho de 1999 o segundo álbum da banda, Jaws of Death, foi lançado. Pouco depois de seu lançamento o guitarrista Tom Naumann deixou a banda devido a problemas de saúde. Durante a turnê pela Europa, Brasil e Japão ele foi substituído por Alex Beyrodt. Em janeiro de 2000 Henny Wolter se juntou à banda como um substituto permanente. No início de 2001 o terceiro álbum de estúdio, Nuclear Fire, foi lançado. Na seguinte turnê mundial, a banda tocou nos EUA pela primeira vez e foram os hóspedes no Metal Meltdown Festival e no Milwaukee Metalfest.
O próximo álbum de estúdio, Black Sun, foi lançado em 29 de abril de 2002, entrou nas paradas alemãs no 55º lugar e foi eleito pelo portal Loudwire em 2017 como o 19º melhor disco de power metal de todos os tempos. O guitarrista do Halford, Mike Chlasciak, contribuiu com os solos de guitarra das músicas "Fear" e "Armageddon". O destaque da turnê seguinte foi o double-headliner com a banda companheira Rage em um show no club Scala, em Londres. No mesmo ano Henny Wolter deixou a banda e foi substituído por Tom Naumann, que tinha anteriormente saído da banda por problemas de saúde. Com este line-up, a banda novamente excursionou pelo Brasil e encerrou a Black Sun tour. Em abril/maio de 2003, a banda participou do "Metal Gods tour" juntamente com Rob Halford, Testament e algumas outras bandas e excursionou através dos EUA e o Canadá. Durante a turnê o baterista Klaus Sperling foi substituído por Randy Black. Apósa turnê, Randy se juntou à banda permanentemente.

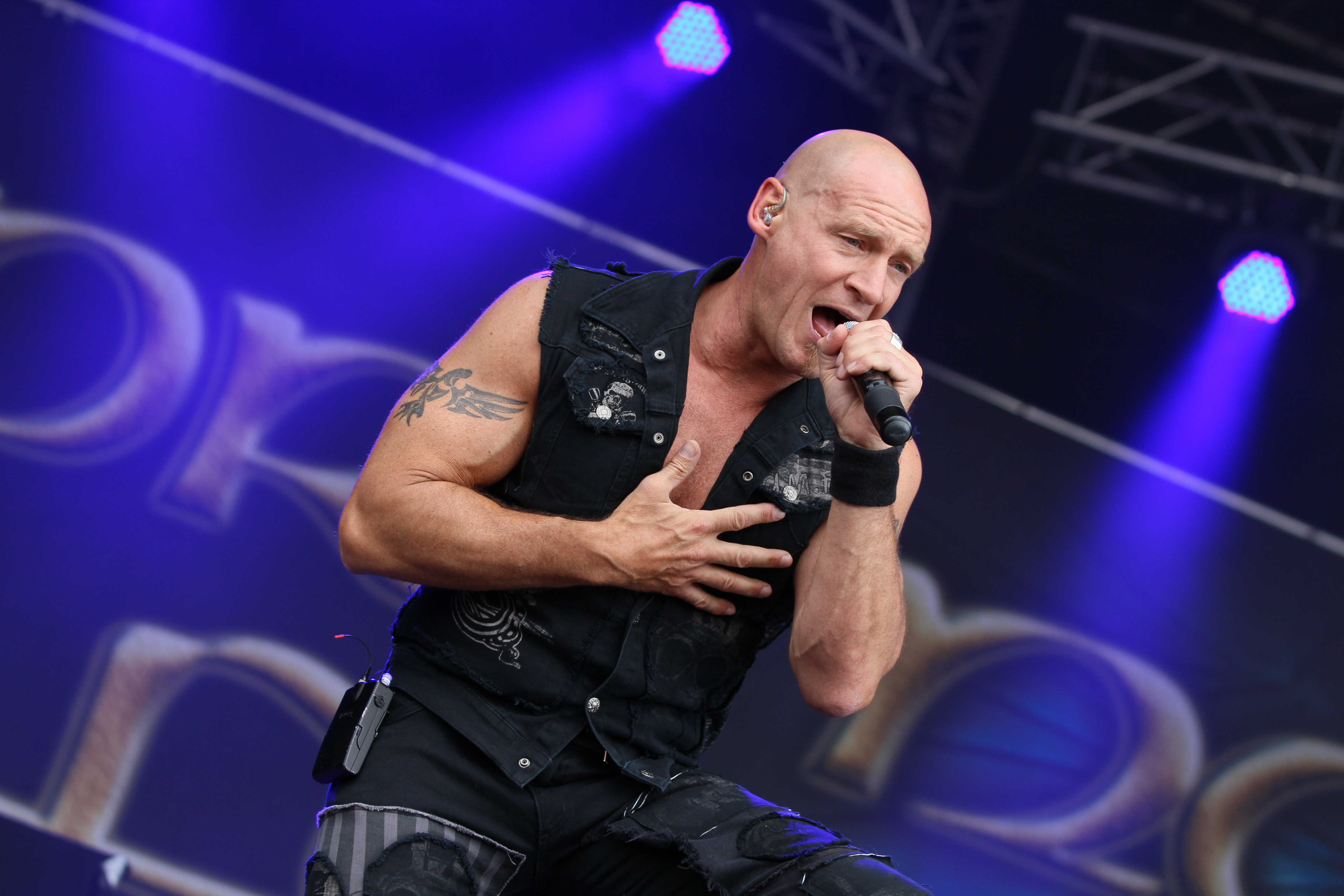
Ralf Scheepers, vocalista e membro fundador do Primal Fear.

Em fevereiro de 2004 o quinto álbum de estúdio da banda, Devil's Ground, foi lançado e entrou nas paradas LP alemães no 67º lugar. Em abril do mesmo ano, a banda começou outra turnê mundial na qual excursionou pela Europa, Japão, Estados Unidos e América do Sul, incluindo um dos maiores sucessos da banda, "Metal Is Forever". Logo após a turnê a banda gravou seu sexto álbum de estúdio, Seven Seals, em Vancouver e Stuttgart. Foi lançado no Outono de 2005 e mixado por Mike Frazer em Vancouver. Para promover o álbum, a banda entrou em uma turnê na Europa e Japão junto com seus companheiros da pioneira banda de power metal Helloween.
Em julho de 2006, a banda surpreendentemente deixou a gravadora Nuclear Blast Records e assinou um contrato de longo prazo com a Frontiers Records. Como um "presente de despedida", a Nuclear Blast lançou a compilação "Metal Is Forever - The Very Best of Primal Fear" .
Em fevereiro de 2007, durante as gravações para o próximo álbum, intitulado New Religion, a banda decidiu, após longas discussões sobre o futuro da banda, que Henny Wolter voltaria como segundo guitarrista e Tom Naumann iria deixar a banda. O álbum foi concluído sob a direção do produtor Mat Sinner e do engenheiro e co-produtor Charlie Bauerfeind, e foi mixado por Roland Prent no Galaxy Studios, Bélgica. Foi lançado em Setembro de 2007 e entrou nas paradas alemãs LP no 60º lugar. Eles começaram sua nova turnê, New Religion, como co-headliner do festival lotado Power Prog VIII em Atlanta, EUA. Depois, eles excursionaram juntos com U.D.O. através da Europa. A banda continuou a turnê em janeiro de 2008, devido ao aniversário de dez anos da banda, e mais uma vez excursionou pela Europa.
No Início de março de 2008, a banda anunciou que o guitarrista de longa data Stefan Leibing decidiu deixar banda, porque ele queria passar mais tempo com sua família e seu negócio. "Em novos lançamentos e novas turnês ele será substituído pelo excelente guitarrista 'bruxo' sueco, Magnus Karlsson, que já contribuiu com dois solos de guitarra do álbum New Religion". Em dezembro de 2008 a banda entrou no House of Music Studios para gravar seu próximo álbum de estúdio, 16.6 (Before The Devil Knows You're Dead!). Eles disseram que "a música do álbum inclui um monte de elementos dos nossos primeiros álbuns" e que "um novo álbum do Primal Fear sempre continha alguns novos desafios musicais, surpresas de verdade". O álbum foi lançado no dia 22 de maio na Europa e em 09 de junho nos EUA. O vídeo para a canção Six Time Dead (16.6) estreou em 8 de maio no canal oficial da banda no MySpace. O álbum alcançou o 46º lugar nas paradas de álbuns alemãs, 52º lugar nas paradas suecas e 28º lugar nas paradas japonesas  A banda começou a turnê mais longa que já fizeram, passando pela América do Sul, América do Norte, Canadá, Europa e Japão para promover seu novo álbum. Um novo CD e DVD ao vivo, intitulado "Live In The USA - All Over The World" foi gravado durante cada parte da turnê. Esse foi o primeiro e único (até o momento) álbum ao vivo gravado pela banda. Em 2010 a banda passou seu maior tempo na estrada em turnê pela América do Norte, seguida por outra turnê europeia entre setembro-novembro de 2010.

Em 08 de Julho de 2011 a banda anunciou seu próximo álbum de estúdio, Unbreakable. Ele foi lançado no dia 20 de janeiro de 2012. O guitarrista Magnus Karlsson, que esteve na banda desde 2008, foi substituído temporariamente pelo guitarrista Constantine (Mystic Prophecy, Nightfall) durante 2012 e 2013, por conta de obrigações familiares que, de acordo com a banda, era algo muito sério e pessoal, e que ninguém deveria perguntar a ele algo sobre isso. A banda descreveu Constantine como "um jovem de 24 anos de talento fenomenal da Grécia", além de ter dito que após alguns ensaios com ele tinham a certeza de que Constantine não iria decepcionar. A banda disse que era uma tarefa difícil substituir Magnus nos próximos shows, e mais difícil ainda substituir seu caráter maravilhoso. Constantine foi um membro substituto temporário da banda, substituindo Magnus entre 2012 e 2013, onde tocou nos shows da turnê "Metal Nation", promovendo o novo álbum da banda, Unbreakable. Constantine fez sua estreia ao vivo com o Primal Fear no show de abertura da "Metal Nation Tour", que começou no dia 30 de março de 2012, em Leipzig, Alemanha. 

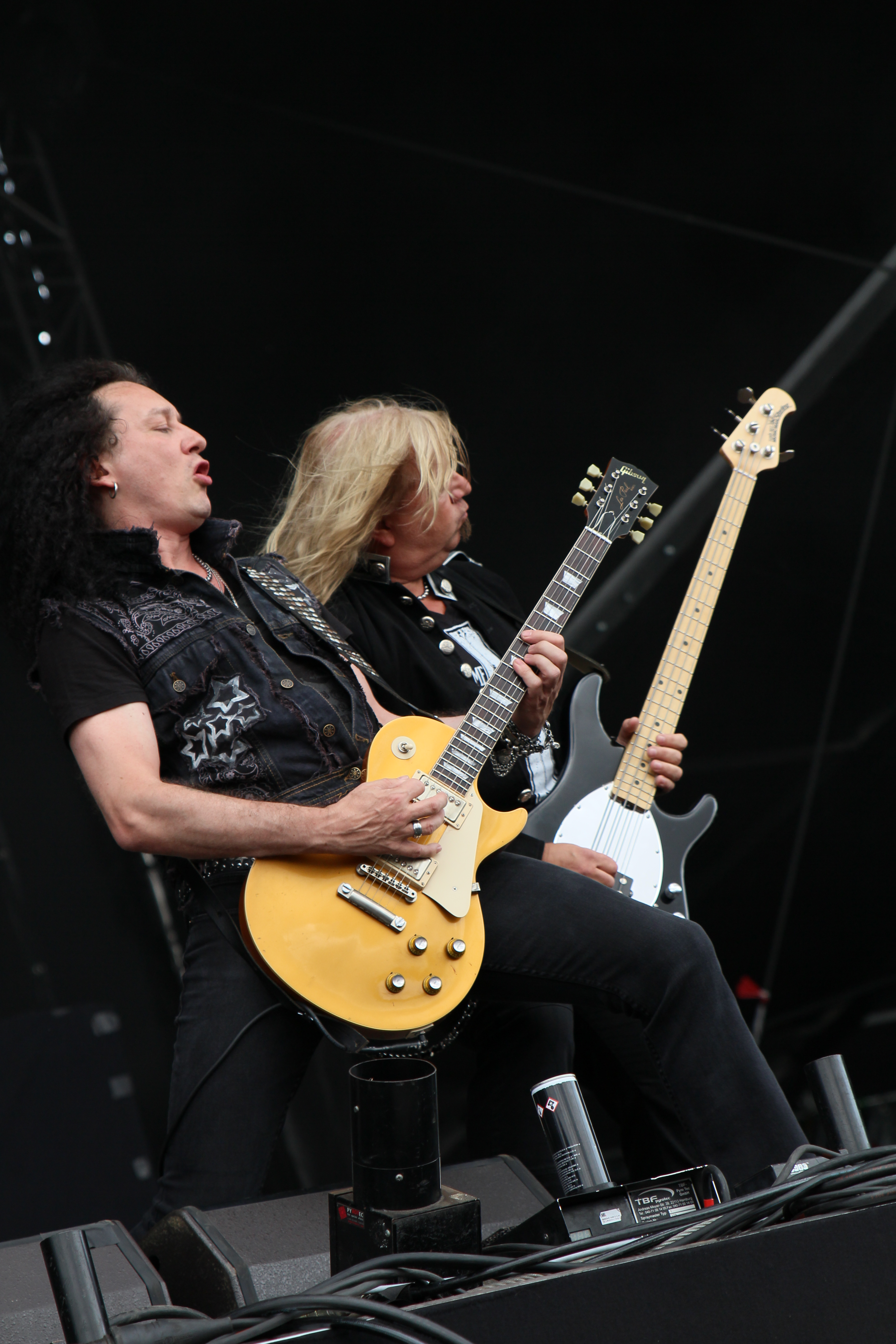
Alex Beyrodt e Mat Sinner ao vivo no Rockharz Open Air 2014.

Primal Fear excursionou extensivamente ao longo de 2012 em apoio ao novo álbum "Unbreakable" na turnê "Metal Nation". Houve shows/datas na Europa, Itália, Alemanha, Brasil, Chile, Argentina e Bolívia, entre outros. A banda ainda fez vários shows em 2013, também divulgando o Unbreakable.
Em 20 de maio de 2013, foi anunciado no site oficial da banda que eles iriam começar a gravar seu próximo álbum no dia seguinte.
Em 4 de outubro de 2013, Primal Fear anunciou seu novo álbum de estúdio, chamado "Delivering The Black" (nesta época o guitarrista Magnus Karlsson que havia sido temporariamente substituído já havia voltado para a banda). Delivering The Black foi lançado no dia 24 de janeiro de 2014 pela Frontiers Records. A banda está atualmente em turnê, divulgando seu novo álbum.
No dia 09 de setembro de 2014 o Primal Fear anunciou Aquiles Priester como o novo baterista da banda, substituindo Randy Black.
Em 13 de junho de 2015 a banda anunciou a saída de Aquiles Priester, devido a incompatibilidade de agendas e à distância entre os músicos. Para o lugar de Aquiles, o Primal Fear anunciou o baterista Francesco Jovino (U.D.O.).
No dia 08 de setembro de 2015 a banda anunciou o seu 11º álbum de estúdio, intitulado "Rulebreaker", com data de lançamento prevista para o dia 29 de janeiro de 2016 via Frontiers Music SRL. O CD foi gravado no Hansen Studios na Dinamarca com o produtor (e baixista da banda) Mat Sinner e o engenheiro Jacob Hansen. A banda está atualmente finalizando as mixagens do álbum. Além disso, o guitarrista fundador Tom Naumann, que estava em turnê com a banda nos dois últimos anos, é novamente membro oficial do Primal Fear.
A banda irá lançar um clipe para promover o álbum Rulebreaker, e a música do álbum escolhida foi "The End is Near", com lançamento previsto para meados de novembro de 2015. Primal Fear também divulgou um trecho da letra de uma música que, de acordo com eles, tem 10 minutos de duração, e se chama "We Walk Without Fear". De acordo com a banda, é uma canção épica com várias atmosferas musicais, junto ao lado do estilo consagrado da banda, com grandes riffs e vocal característico.

## Integrantes

### Membros atuais
- Ralf Scheepers  – vocais  (1997–presente)
- Mat Sinner – baixo e backing vocais (1997–presente)
- Tom Naumann – guitarra (1997–2000, 2003–2007, 2015-presente),  guitarra ao vivo (2013–2015)
- Magnus Karlsson – guitarra  (2008–presente), somente no estúdio (composições e gravação)
- Alexander Beyrodt – guitarra (2009–presente), guitarra ao vivo (1997–2009)
- Michael Ehré – bateria (2019–presente)

### Membros ao vivo
- Constantine – guitarra (2012–2013)

### Ex-membros
- Klaus Sperling – bateria (1997–2003)
- Stephan Leibing – guitarra, teclado (1998–2007)
- Henny Wolter – guitarra (2000–2002, 2007–2010)
- Randy Black – bateria (2003–2014)
- Aquiles Priester – bateria (2014–2015)
- Francesco Jovino – bateria (2015–2019)

## Discografia
Álbuns de estúdio
- Primal Fear (1998)
- Jaws of Death (1999)
- Nuclear Fire (2001)
- Black Sun (2002)
- Devil's Ground (2004)
- Seven Seals (2005)
- New Religion (2007)
- 16.6 (Before the Devil Knows You're Dead)  (2009)
- Unbreakable (2012)
- Delivering the Black (2014)
- Rulebreaker (2016)
- Apocalypse (2018)
- Metal Commando (2020)[10]
- Code Red (2023)
- Domination (2025)

Álbuns ao vivo
- Live in the USA (2010)
- Angels of Mercy - Live in Germany (2017)

Coletâneas
- Metal Is Forever - The Very Best Of Primal Fear (2006)
- Best of Fear (2017)

Vídeos
- The History Of Fear (DVD + CD Bonus) (2003)
- Live In The USA - All Over The World ‎(CD, Album + DVD + Box, Ltd) (2010)
- Angels of Mercy - Live in Germany (CD, DVD, Blu-ray) (2017)